# 部分子
在粒子物理中，部分子（parton），又稱為成子，是理查德·费曼提出的强子結構模型中的组成部分，指某些基本粒子的组合，可描述核子内部的高能碰撞現象。

## 历史
1969年，理查德·费曼提出了部分子模型，同年詹姆斯·比约肯等人将其应用到电子-质子深度非弹性散射中加以验证。
目前，人们广泛接受的模型是强子由夸克和胶子组成，它们满足部分子的性质，同时当前的模型揭示了更丰富的物理信息。

## 模型

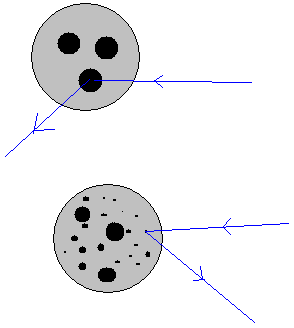
能量较低时，撞击强子的散射粒子只能“看见”价夸克；能量较高时还可以“看见”海夸克

为了分析高能强子对撞过程，费曼提出了部分子模型。模型认为，强子（如质子）由一系列点状成分组成，即部分子，它们携带了一部分强子的能量和质量:189-190。
强子内部的夸克通过交换胶子来发生相互作用，这些夸克的动量存在一个概率分布，这就是部分子分布函数（parton distribution function，PDF）。由此可以计算电子-质子深度非弹性散射过程的散射截面，预言了比约肯标度（Bjorken scaling）无关性，并验证了夸克模型。:192-193